# Flagothier-La Haze
Flagothier-La Haze est un hameau de la commune belge d'Esneux en province de Liège. Le mot "Haze" proviendrait du mot Hêtre en wallon.
Autrefois, les hameaux de Flagothier et de la Haze faisaient partie de la commune de Sprimont mais le 31 juillet 1879, lorsque les limites des communes ont été retracées, les hameaux ont été intégrés à la commune d'Esneux, bien avant la fusion des communes.

## Situation
Flagothier-La Haze se situe principalement sur la rive droite et le versant nord du ruisseau de la Haze entre les hameaux de Betgné (commune de Sprimont) et de Montfort.

## Histoire
Un des plus anciens bâtiments de ce hameau est l'ancien moulin banal qui était déjà utilisé lors de la période féodale et utilisé comme ferme par la suite. Autrefois, ce bâtiment et d'autres moulins présents dans le hameau faisaient partie de la seigneurie de Sprimont.
Lors de la première Guerre mondiale, les Allemands ont saccagé le village en détruisant une dizaine de maisons et une vingtaine de granges et ont également blessé et tué plusieurs habitants.